# Cremnops crassifemur
Cremnops crassifemur är en stekelart som först beskrevs av Muesebeck 1927.  Cremnops crassifemur ingår i släktet Cremnops och familjen bracksteklar. Inga underarter finns listade i Catalogue of Life.